# Delavalia bermudensis
Delavalia bermudensis is een eenoogkreeftjessoort uit de familie van de Miraciidae. De wetenschappelijke naam van de soort is voor het eerst geldig gepubliceerd in 1969 door Coull.